# Strażnica KOP „Stójło”
Strażnica KOP „Stójło” – zasadnicza jednostka organizacyjna Korpusu Ochrony Pogranicza pełniąca służbę ochronną na granicy polsko-sowieckiej.

## Formowanie i zmiany organizacyjne
W 1924 w składzie 1 Brygady Ochrony Pogranicza, został sformowany 11 batalion graniczny. W 1928 w skład batalionu wchodziło 13 strażnic, w tym 114 strażnica KOP „Stójło” . W latach 1928 – 1934 w strukturze organizacyjnej 3 kompanii granicznej KOP „Nowomalin” funkcjonowała strażnica KOP „Stójło” . W komunikacie dyslokacyjnym z 1938 nie występuje. Strażnica liczyła około 18 żołnierzy i rozmieszczona była przy linii granicznej z zadaniem bezpośredniej ochrony granicy państwowej .
W 1932 obsada strażnicy zakwaterowana była w budynku popolicyjnym.

## Służba graniczna

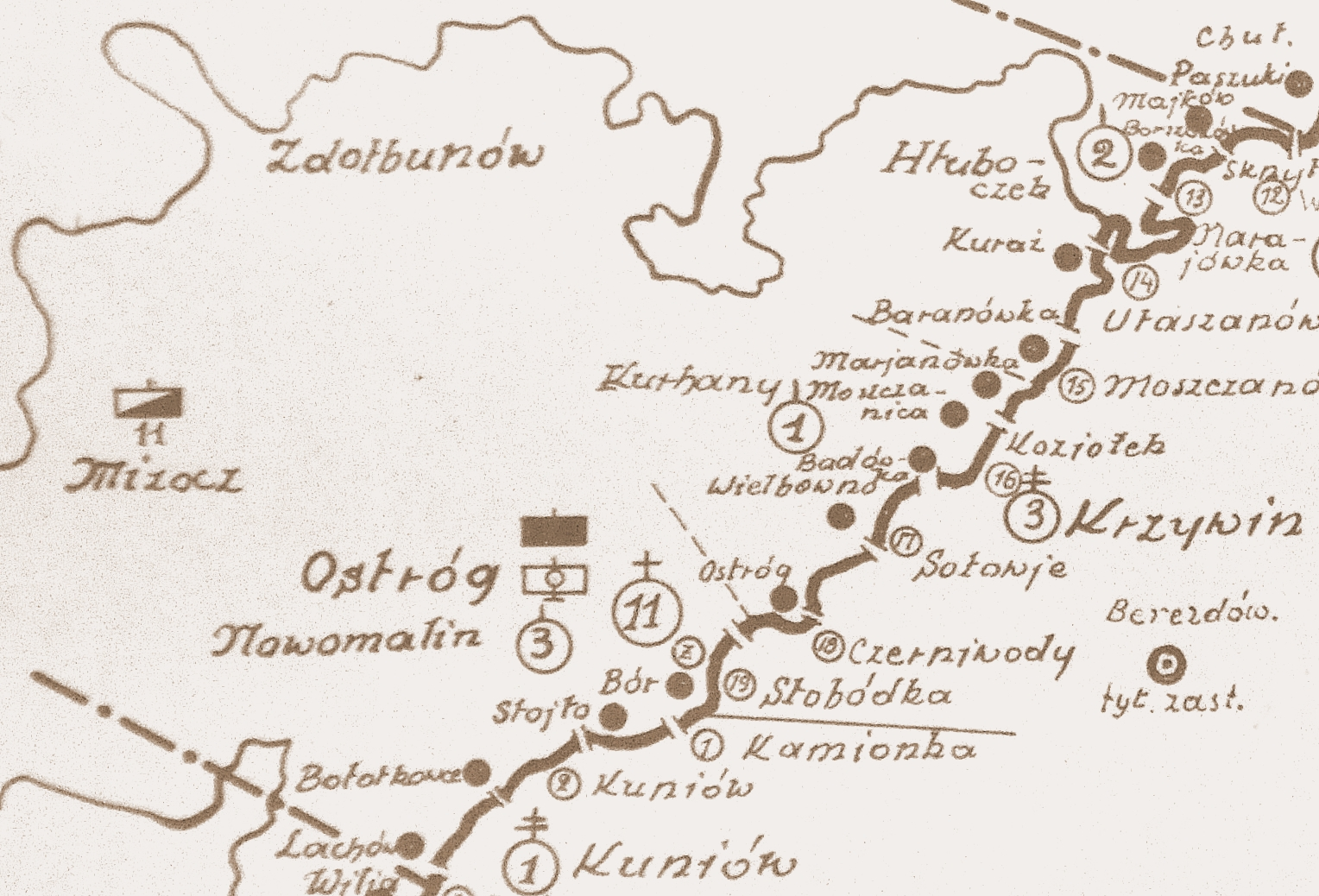
Rozmieszczenie batalionu KOP „Ostróg” w 1931

Podstawową jednostką taktyczną Korpusu Ochrony Pogranicza przeznaczoną do pełnienia służby ochronnej był batalion graniczny. Odcinek batalionu dzielił się na pododcinki kompanii, a te z kolei na pododcinki strażnic, które były „zasadniczymi jednostkami pełniącymi służbę ochronną”, w sile półplutonu. Służba ochronna pełniona była systemem zmiennym, polegającym na stałym patrolowaniu strefy nadgranicznej, wystawianiu posterunków alarmowych, obserwacyjnych i kontrolnych stałych, patrolowaniu i organizowaniu zasadzek w miejscach rozpoznanych jako niebezpieczne, kontrolowaniu dokumentów i zatrzymywaniu osób podejrzanych, a także utrzymywaniu ścisłej łączności między oddziałami i władzami administracyjnymi.
Strażnica KOP „Stójło” w 1932 ochraniała pododcinek granicy państwowej szerokości 4 kilometrów 900 metrów od słupa granicznego nr 1738 do 1742.
Sąsiednie strażnice:
- strażnica KOP „Bór” ⇔ strażnica KOP „Bołotkowce” – 1928[3], 1929[4], 1931[5] , 1932[6], 1934[7]